# Dżudżalarim
Dżudżalarim (azer. Ҹүҹәләрим/Cücələrim) – piosenka dla dzieci w języku azerbejdżańskim z 1949 roku. Muzykę napisał azerski kompozytor Qəmbər Hüseynli. Wszechzwiązkową popularność piosenka zyskała jednak dopiero 10 lat później, kiedy ją wykonała w Moskwie Sugra Bagirzade. W jej wykonaniu piosenka znalazła się na płycie „Najlepsze głosy dziecięce świata” (ros. Лучшие детские голоса мира) i została wykorzystana w 6. odcinku kreskówki Wilk i Zając.